# Aeneator recens
Aeneator recens es una especie de molusco gasterópodo de la familia Buccinidae en el orden de los Neogastropoda.

## Distribución geográfica
Se encuentra en Nueva Zelanda